# Insane 2
Insane 2 (estilizado como In2ane) es un videojuego de carreras todoterreno desarrollado por Targem Games. Es la secuela del juego de 2000 Insane de Invictus Games, y fue lanzado para Windows en 2011. Los jugadores controlan uno de una variedad de vehículos de motor y conducen por terrenos en ubicaciones en la mayoría de los continentes del mundo, participando en carreras todoterreno o completando objetivos en uno de los otros nueve modos de juego, como capturar la bandera.
El desarrollo del juego comenzó en 2009, cuando Codemasters, propietario de la marca registrada Insane, otorgó la licencia a Targem Games. Invictus no tuvo ninguna participación conocida en el proceso creativo del equipo de Targem, y este último se basó en los detalles del Insane original y en las reseñas publicadas cerca del lanzamiento de ese juego. Cabe destacar que el equipo alteró la mecánica del juego para acelerar el ritmo de la jugabilidad a expensas del realismo físico.
El modo multijugador fue a menudo elogiado, pero muchos críticos señalaron la ausencia de servidores en línea cerca del lanzamiento. La variedad de modos de juego también fue elogiada, aunque algunos modos individuales recibieron críticas. Los críticos estaban divididos en cuanto a los conductores controlados por inteligencia artificial, el diseño de niveles y los gráficos, pero tendían a ser más desfavorables hacia el sonido y la banda sonora. En Hungría, donde se originó la serie, la recepción de los críticos fue tibia, favoreciendo en cambio al predecesor del juego.

## Jugabilidad
Al igual que el Insane original, Insane 2 es un juego de carreras en el que los jugadores conducen sobre terrenos irregulares y compiten por ser los primeros en completar los objetivos. Las carreras se desarrollan en lugares ficticios de cuatro continentes de Eurasia, América del Norte, África y la Antártida, y los mapas permiten una considerable cantidad de exploración de mundo abierto y están envueltos de manera que los vehículos que salen de un lado del mapa reaparecen en el lado opuesto. Hasta ocho jugadores pueden conducir cada uno de los 18 vehículos de motor de cuatro ruedas divididos en seis clases: 4×4, SUV, camionetas, camiones, monster trucks y prototipos. Los modelos de los vehículos están basados en marcas de automóviles reales, como los buggies Baja Bug y los camiones Bigfoot, pero no llevan nombres ni símbolos de marca registrada.
Hay diez variantes del juego, la mayoría de las cuales regresan del Insane original. Además de las carreras todoterreno tradicionales, están Capture the Flag, Gate Hunt, Jamboree, Pathfinder y Return the Flag. Los cuatro restantes son nuevos en la serie: Greed, Pursuit, Knockout y Zone Patrol. En Capture the Flag, los jugadores obtienen puntos al llevar una bandera levantándola del suelo o robándosela al jugador que la lleva, obteniendo puntos adicionales al llevarla al punto de control activo. En Gate Hunt, los jugadores intentan atravesar tantas puertas como sea posible antes que sus oponentes. Jamboree es otro modo basado en puertas donde una puerta está activa hasta que un jugador la cruza, lo que le otorga un punto y activa otra al azar. Algunas puertas se iluminan en amarillo para indicar cuál se activará a continuación. En Pathfinder, los jugadores intentan ser los primeros en cruzar todas las puertas. Return the Flag tiene una bandera colocada en puntos aleatorios del mapa, y los jugadores intentan devolverla a la base antes que los demás.
En cuanto a los nuevos modos de juego, en Greed, los paquetes de oro, plata y bronce se lanzan en paracaídas y se otorgan puntos a quien los recoja, siendo el oro el que más vale y el bronce el que menos. Pursuit implica un helicóptero que viaja por encima del campo de juego y emite un cono de luz en el que los jugadores se esfuerzan por permanecer el mayor tiempo posible. Knockout es un juego de carrera de eliminación en el que el jugador en último lugar se retira después de una cantidad de tiempo, generalmente de 15 a 30 segundos, y el proceso se repite hasta que solo queda un jugador. En Zone Patrol, como Gate Hunt, los jugadores reclaman puertas para obtener puntos al atravesarlas. Sin embargo, las puertas reclamadas, que están marcadas por color, pueden ser atravesadas por los oponentes, "recoloreándolas" y robando los puntos de esos jugadores.
Insane 2 es un juego tanto para un jugador como para varios jugadores. En el modo para un jugador, el jugador puede optar por el modo carrera o una carrera rápida. El primero abarca 170 carreras agrupadas en cuatro campeonatos, que se dividen a su vez en eventos, cada uno de los cuales rige las reglas y la clase de vehículos requerida. Al comienzo del modo carrera, solo están disponibles dos carreras todoterreno y un solo automóvil con una configuración básica, pero se desbloquean más vehículos, carreras y otros modos de juego al completar carreras. La progresión se produce al ubicarse entre los tres primeros, recompensando al jugador con puntos que se gastarán en mejorar aspectos del rendimiento de un vehículo, así como trabajos de pintura, y colocando recompensas más altas, más puntos. El jugador puede usar las recompensas para comprar mejoras para la carrocería, el motor o la suspensión de su vehículo, cada una de las cuales modifica los cinco atributos del vehículo: velocidad, aceleración, capacidad de impulso, todoterreno y durabilidad, Los vehículos tienen acceso a una capacidad de impulso limitada, que se puede usar para aumentar su velocidad y se recarga automáticamente después de ser  Sin embargo, en los modos con banderas, llevar la bandera desactiva la habilidad. Los daños a los vehículos provocan la caída de partes del chasis, pero no tienen efecto en su rendimiento, excepto cuando provocan que una de sus ruedas se separe. Los obstáculos incluyen trenes de carretera, transporte ferroviario, rinocerontes, y rayos errantes que amenazan con golpear el vehículo del jugador. Si el vehículo de un jugador sufre daños graves, puede repararse con solo presionar un botón o, en el caso de un accidente total, automáticamente después de unos segundos. En el modo Carrera rápida, el jugador establece la ubicación y las reglas y participa en una carrera con esos ajustes.
En el modo multijugador, un segundo jugador puede unirse al primero en pantalla dividida, siempre que tenga un controlador Xbox 360.  Además, uno puede conectarse a un servidor en línea con hasta otros siete jugadores humanos o configurar su propio servidor, donde los ajustes como el mapa, el modo, la clase de vehículos permitidos y la cantidad de bots controlados por IA son definidos por el anfitrión. 

## Desarrollo y lanzamiento
El primer juego Insane fue creado por Invictus Games, una compañía de videojuegos con sede en Debrecen, Hungría. Fue publicado para Windows por Codemasters el 24 de noviembre de 2000, como título de lanzamiento de su servicio en línea, Codemasters Multiplayer Network, coincidiendo con el lanzamiento europeo de PlayStation 2. Invictus había indicado en una entrevista con la revista en línea húngara PC Dome la posibilidad de una secuela al afirmar que continuaría usando el estilo del juego para futuros juegos de carreras. En 2007, Invictus había presentado ideas para el segundo juego, pero Codemasters, que poseía la licencia de la marca registrada Insane, decidió no solicitar el proyecto todavía.
Insane 2 fue anunciado por primera vez en febrero de 2009, cuando Codemasters licenció la marca registrada Insane al desarrollador ruso Targem Games para desarrollar la secuela, ya que Invictus había cambiado su enfoque hacia los juegos de carreras en línea en ese momento. Codemasters también otorgó a Game Factory Interactive los derechos para publicar el próximo título en Rusia, con Codemasters para distribuir el juego en el mundo occidental. Después de extensos análisis, encuestas y conversaciones con los jugadores, Targem vio que lo mejor era que su juego se caracterizara por un modelo de conducción amigable, gráficos y multijugador. El diseñador del juego, Nikolai Seleznev, le dijo a Igromania que la dinámica, o el ritmo, se tuvo en cuenta en el desarrollo de Targem. Para aumentar el ritmo del juego, la compañía decidió agregar la capacidad de impulso y cambió el sistema de daños para que las piezas volaran, pero hizo que la pérdida de ruedas fuera el único daño que afectaría el rendimiento del vehículo. También reveló que los niveles fueron diseñados de manera que las rutas más cortas contuvieran más obstáculos. Los desarrolladores se esforzaron por lograr un equilibrio entre la velocidad y la física realista de los vehículos. Como Seleznev no pudo contactar a Invictus Games para obtener aportes creativos, su equipo examinó el juego original en detalle y leyó reseñas contemporáneas. Se eligió un motor de juego propietario interno para la conveniencia del entorno de desarrollo, y las pistas se compraron a grupos musicales juveniles. El anuncio original indicaba que el juego se lanzaría en 2010, pero se pospuso a un año después ya que ese año el equipo estaba coordinando la apariencia de los vehículos y trabajando más en el modo multijugador. El tuning de los autos también se simplificó a un sistema de actualización y, según el productor del proyecto del juego, Ivan Bunakov, solo un modo de juego, Destruction Zone, se omitió debido a problemas de equilibrio.
Una demo jugable apareció por primera vez en el sitio web de Russobit-M el 30 de mayo de 2011. Insane 2 se publicó por primera vez en tiendas minoristas en Rusia el 30 de septiembre, y pronto se distribuyó digitalmente en todo el mundo a través de GamersGate el 6 de octubre. Posteriormente se lanzó en la plataforma digital Steam el 24 de enero de 2012. En Alemania, fue publicado en tiendas por Peter Games el 25 de mayo. También fue distribuido digitalmente en Japón por Overland el 2 de agosto de 2011.

## Recepción
La división checa de Eurogamer elogió en general la inteligencia artificial del conductor y se mostró impresionada con el nivel de gráficos que consideró suficiente incluso cuando se utilizaba el hardware necesario, que según el sitio web era bajo. Sin embargo, consideró que los vehículos eran livianos y que los efectos de sonido y la música no impresionaban, y criticó la falta de un velocímetro o un espejo retrovisor en la interfaz de usuario y la presencia de solo dos ángulos de cámara. Eurogamer concluyó que el cambio a una fórmula llena de acción y estilo arcade podría repeler a los fanáticos del Insane original, y recomendó que se compre solo con descuento. GameStar elogió el aspecto de riesgo versus recompensa de la naturaleza abierta de los mapas, el modo multijugador de pantalla dividida y también la IA, pero consideró que la conducción no era desafiante y que a los mapas les faltaban puntos de referencia o vistas.
En una reseña positiva, la edición rumana de Level elogió las vastas extensiones de tierra y la variada selección de vehículos, gráficos y banda sonora, modos de juego como Capturar la bandera y multijugador local y en línea. Sin embargo, también criticó la IA y la ausencia de soporte de red de área local, consideró que la interfaz de usuario no estaba pulida y la música era potencialmente repetitiva, y también señaló una escasez de servidores en el momento de la reseña, pero la revista concluyó que el juego "sigue siendo al menos tan divertido como su venerable predecesor y trae carreras locas y divertidas de regreso a PC que son difíciles de dejar".  Otra reseña positiva de la revista italiana The Games Machine elogió el diseño de niveles y la variedad de modos de juego, a pesar de que falta uno llamado "freeride". 
Igromania encontró el juego fácil de aprender, pero por lo demás pensó que el juego carecía de originalidad y debería haber funcionado con el motor Ego propio de Codemasters. 4Players elogió el modo de juego Pursuit, describió el escenario como "idílico" y destacó los menús rápidos y los tiempos de carga cortos, pero se aburrió del modo para un jugador después de unas 20 rondas y no se sumergió en el juego por el manejo. PC Games creyó que el juego era demasiado simple para atraer a muchos fanáticos de las carreras, pero lo encontró agradable en ocasiones, elogiando el manejo como equilibrado, la IA y los dos modos de bandera. gram.pl resumió la producción de Insane 2 como "desigual", caracterizando los modos de juego como variados pero repetitivos y carentes de aleatoriedad, las ubicaciones como grandes pero con escasos elementos entre áreas, la puesta a punto del coche como modesta y el modo carrera como El modo es largo pero demasiado fácil. El sitio web también criticó el departamento audiovisual en general por considerarlo deficiente, pero elogió los efectos meteorológicos.
Fuentes húngaras expresaron su preferencia por el primer juego "Insane". Aunque elogió el tamaño y la visibilidad de las ubicaciones y la iluminación, PC Guru criticó los recorridos planos y el modelado de daños de los vehículos, aunque no los modelos vehiculares en sí, observó errores en el rendimiento de la IA del conductor, notó solo ligeras mejoras en los vehículos con actualizaciones compradas y concluyó: "Desafortunadamente, Insane 2 se convirtió en una secuela poco interesante que carece terriblemente del modelado físico y el sistema de IA creados por Invictus, que convirtieron el juego [original] en un entretenimiento tan adorable".  La edición húngara de GameStar también elogió los vehículos, junto con los gráficos, que describió como "realmente promedio, pero de una manera bastante positiva", pero encontró que, después de tres carreras, el juego gradualmente se volvió aburrido y molesto, informando muchos casos de los jugadores controlados por la IA que aparecían rápidamente en áreas de formas físicamente imposibles y que la IA en el modo Persecución tenía un conocimiento injusto de la trayectoria del foco del helicóptero en la primera vuelta.  PC Dome elogió la música y la diversidad del terreno, pero pensó que el sonido era un poco aburrido y molesto. El departamento fue débil, en parte debido a la falta de un comentarista (a quien se le dio voz para la localización húngara del juego original), criticó la falta de un generador de pistas y reprendió la física vehicular como un cambio no deseado del realismo relativo del juego original, comparándolo con el de Burnout Paradise. Game Channel, al que no le gustaba la idea de que un estudio no húngaro se hiciera cargo del desarrollo de una secuela de un juego nativo, por el contrario menospreció la música como "disco campesino", y también comparó las imágenes con los títulos de Need for Speed de alrededor de 2005. La publicación encontró que la velocidad de los autos era media incluso con el uso del impulso y la física y la topografía del mapa en desacuerdo con el estilo arcade del juego, pero elogió el modo Pursuit y el sistema de progresión.